# Molione triacantha
Molione triacantha là một loài nhện trong họ Theridiidae.
Loài này thuộc chi Molione. Molione triacantha được Tord Tamerlan Teodor Thorell miêu tả năm 1892.